# Chodeczka
Chodeczka – rzeka w centralnej Polsce w dorzeczu Wisły. Przepływa przez obszar Pojezierza Kujawskiego. Dopływ Zgłowiączki. Długość Chodeczki to 36,66 km.

## Opis przebiegu
Wypływa jeziora Chodeckiego, następnie płynie na północ i dociera do jeziora Szczytnowskiego, dalej zmieniając przebieg lekko na wschód dopływa do jeziora Borzymowskiego. Po wypłynięciu z jeziora Borzymowskiego, kieruje się na północ do pobliskiego jeziora Krukowskiego. Następnie bieg rzeki skręca na północny zachód i po kilku kilometrach wpada do Zgłowiączki na wysokości Lubrańca.
Według numerycznego modelu terenu udostępnionego przez Geoportal źródło cieku znajduje się na wysokości 106,4 m n.p.m., a ujście na wysokości 74,2 m n.p.m.